# Airães
Airães est une paroisse civile de la municipalité de Felgueiras (district de Porto, Portugal) :
- Habitants : 2 628 (2001).
- Superficie : 4,48 km².
- Densité : 586,6 habitants/km².

## Organes de la paroisse
- L'assemblée de paroisse est présidée par Fernanda Maria Silva da Cunha Marinho (groupe" PS").
- Le conseil de paroisse est présidé par José Maria Dias António (groupe "PS").